# Praha-Holešovice zastávka
Praha-Holešovice zastávka byla železniční zastávka na trati Praha–Děčín. Zastávka ležela v obvodu železniční stanice Praha-Bubny. Byla obsluhována osobními vlaky linky S4 (Praha Masarykovo nádraží – Ústí nad Labem hlavní nádraží. 
Zastávka ležela 0,5 km severně od budovy bubenského nádraží na jeho zhlaví. Byla zřízena v roce 1890 a zastavovaly v ní osobní vlaky, které nádražím Praha-Bubny projíždějí. Důvodem byla mj. bezpečnost cestujících, protože na nádraží v Bubnech se kolejiště uvedené trati nachází až za kolejištěm trati do Kladna, přes které by bylo nutno přecházet.[zdroj?]
V době vzniku zastávky byly již Holešovice-Bubny součástí Prahy (od roku 1884 jako její VII. část). Zastávka nesla jednoduchý název „Holešovice“ (původně v německém znění). Část „Praha-“ byla doplněna v roce 1942 a přívlastek „zastávka“ v roce 1951. (Přívlastek tedy neměl znamenat rozlišení od mnohem později vzniklé holešovické stanice).
Pokud jde o návaznou dopravu, zastávka nebyla součástí přestupního uzlu. Vazby existovaly v docházkové vzdálenosti: v době vzniku zastávky měla koněspřežná tramvaj konečnou v Královské oboře (elektrizována roku 1898). Roku 1900 byla zřízena tramvajová trať Plynární ulicí do Holešovické elektrárny, kde se nacházela vozovna; její propojení k Výstavišti existuje od roku 1905. Stanice metra Nádraží Holešovice a železniční stanice s autobusovým terminálem jsou v provozu od roku 1984 resp. 1985.
Až do poloviny 80. let 20. století byl v zastávce prodej jízdenek a občerstvení. V souvislosti s přestavbou této části Buben při stavbě metra C[zdroj?] byla zděná zastávka nahrazena plechovým přístřeškem.
V letech 2023–2025 probíhala modernizace trati v úseku Praha-Bubny – Praha-Výstaviště na trati směr Kladno, která se dotýkala i části tratě Praha–Děčín. V průběhu této stavby byla holešovická zastávka s jedinou nástupní hranou situována na jednokolejné přeložce procházející po východním okraji staveniště.
Zastávka sloužila cestujícím do 2. března 2025, následujícího dne byla zrušena. Od 2. srpna 2025 její funkci plní nástupiště stanice Praha-Bubny v její nové poloze jižněji poblíž uzlu MHD Vltavská.

## Galerie

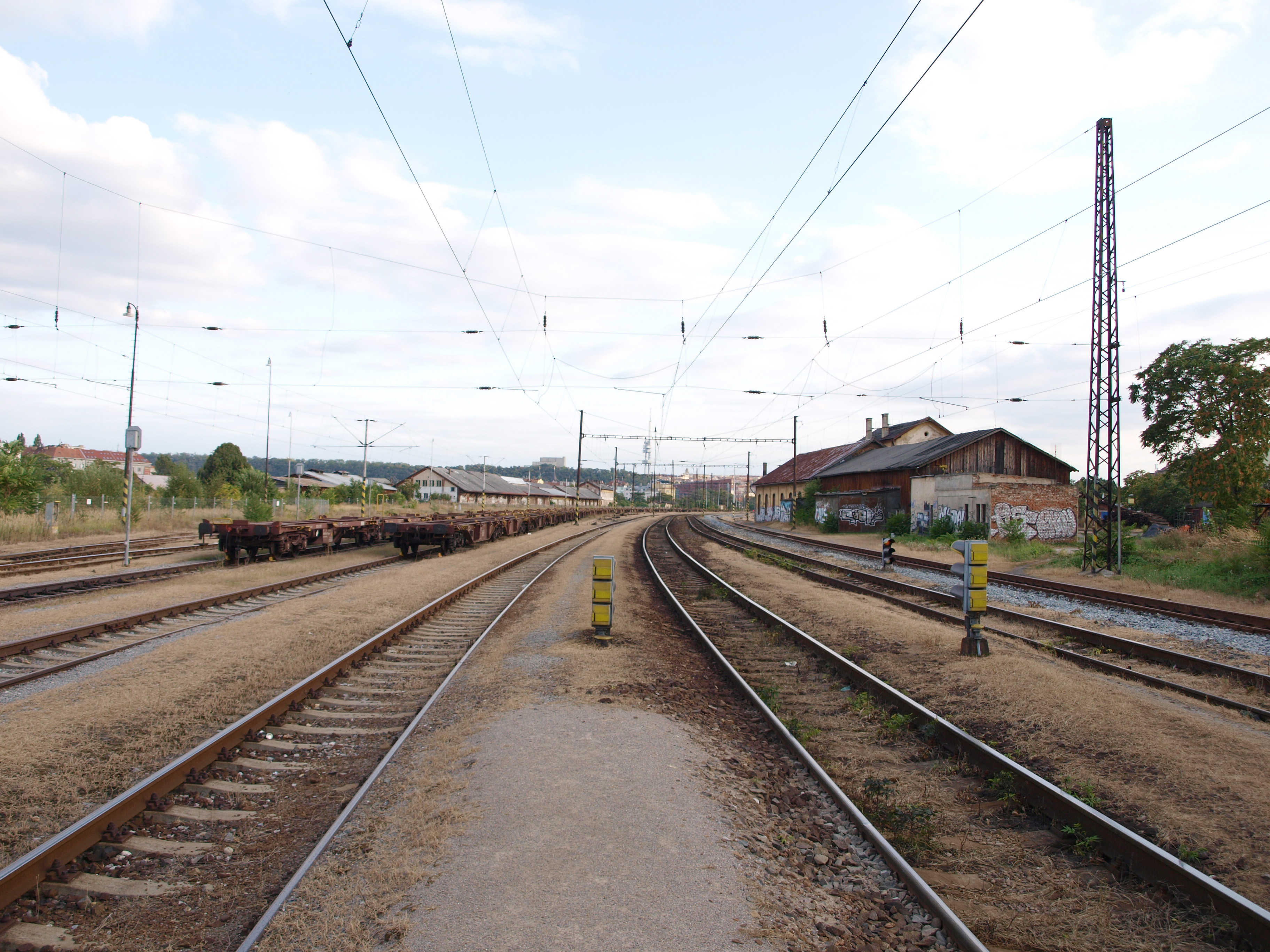
Pohled k bubenskému nádraží
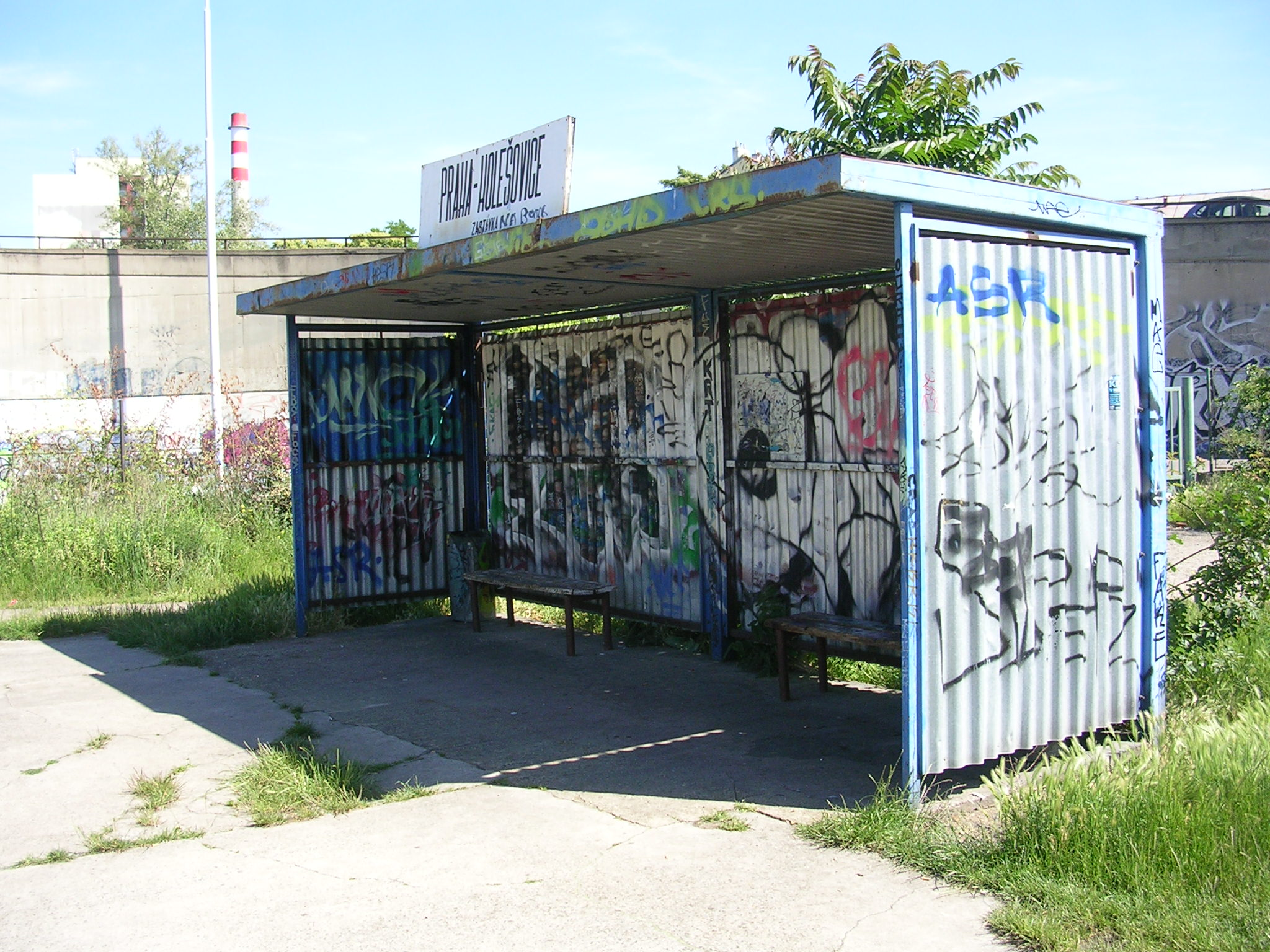
Přístřešek
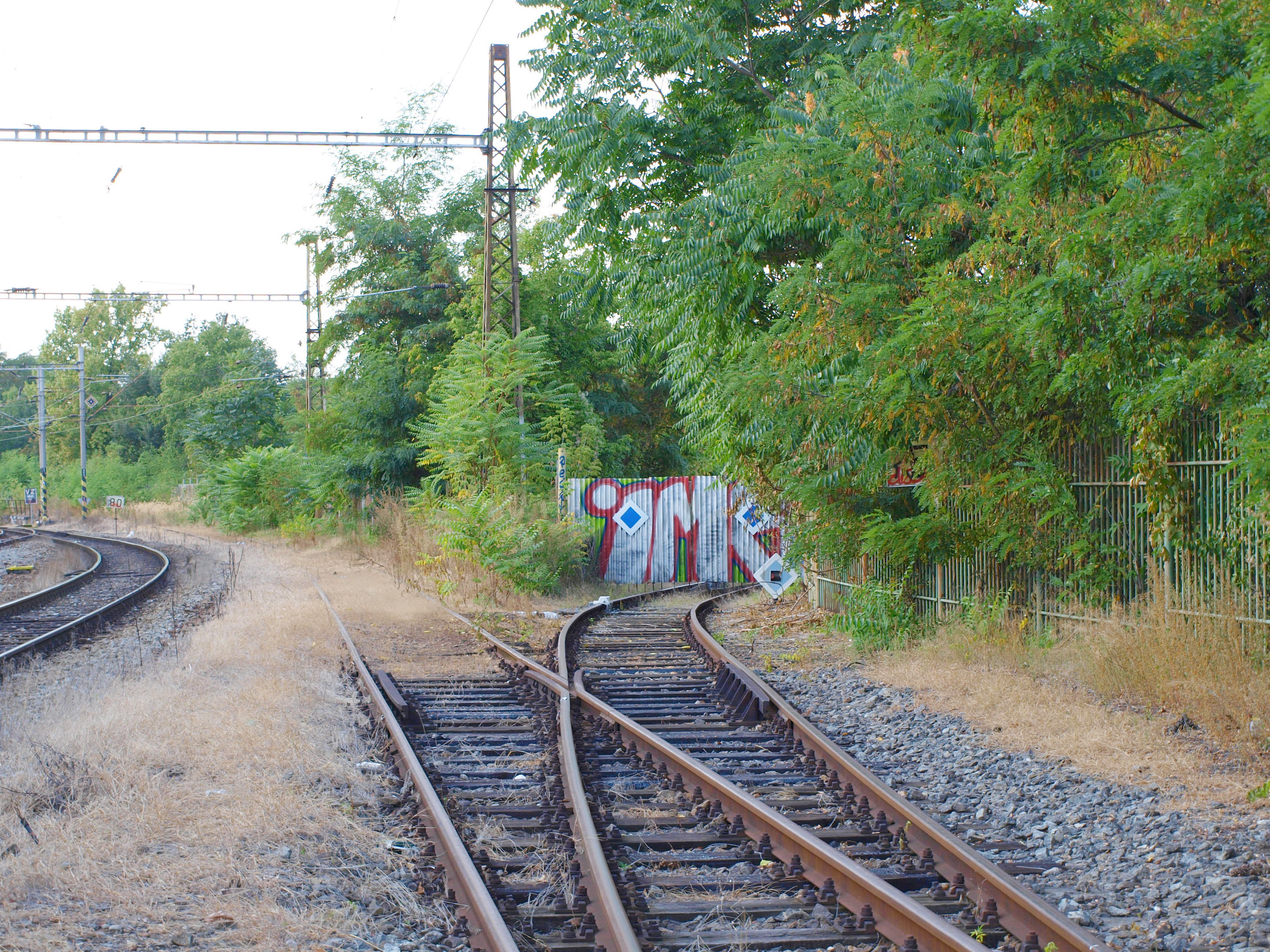
Vlečka tepláren (brána vpravo)
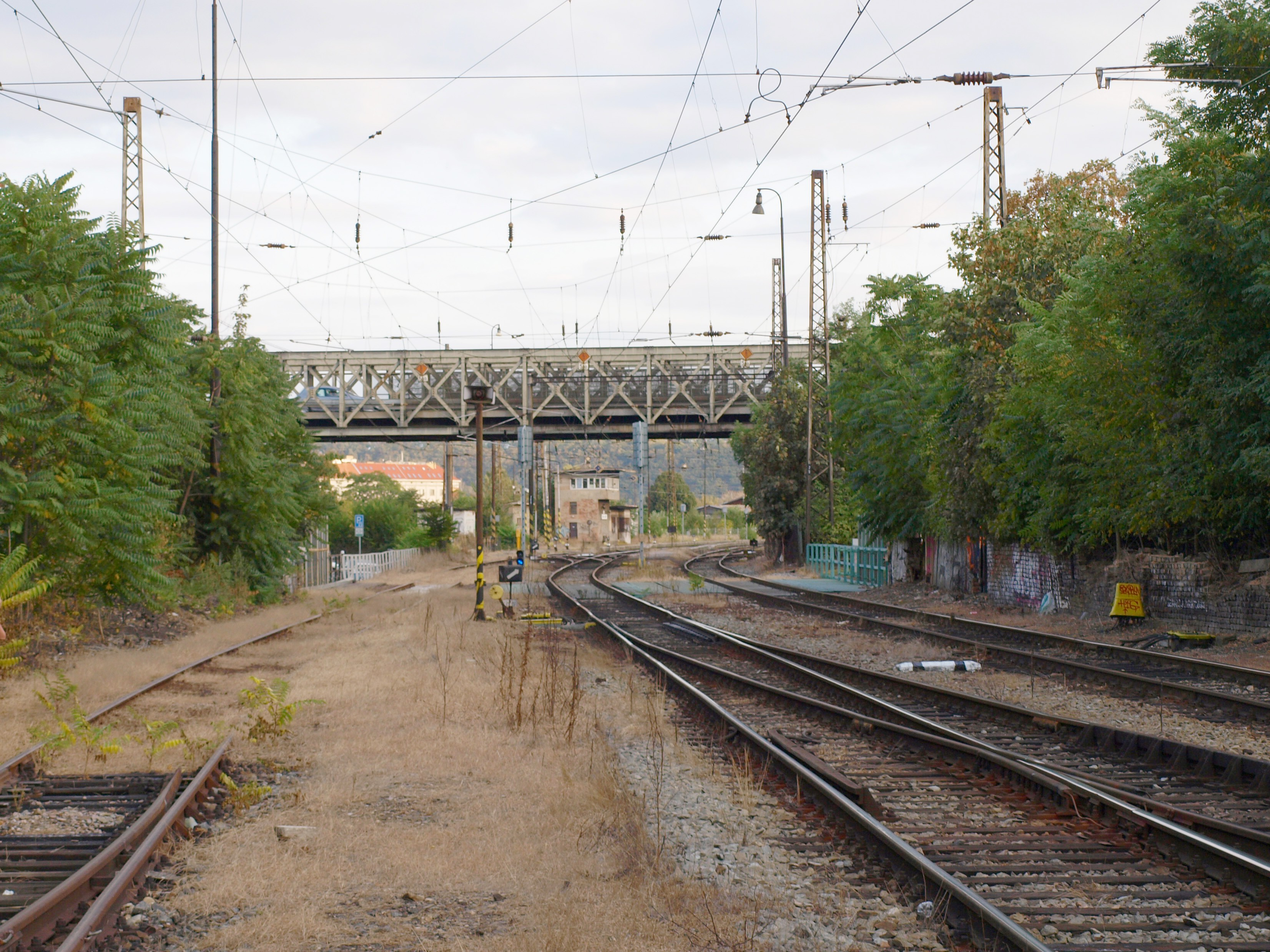
V popředí dole je vidět zábradlí průjezdu ulice U Výstaviště a v horní části most s ulicí Železničářů